# Oktjabr'skij (Oblast' di Belgorod)
Oktjabr'skij è una cittadina della Russia europea sudoccidentale, situata nella oblast' di Belgorod; appartiene amministrativamente al rajon Belgorodskij.
Sorge nella parte meridionale della oblast', nell'alto corso del fiume Lopan' (affluente del Severskij Donec), circa 30 chilometri a sudovest di Belgorod.